# Hagelkreuzstraße 30 (Mönchengladbach)

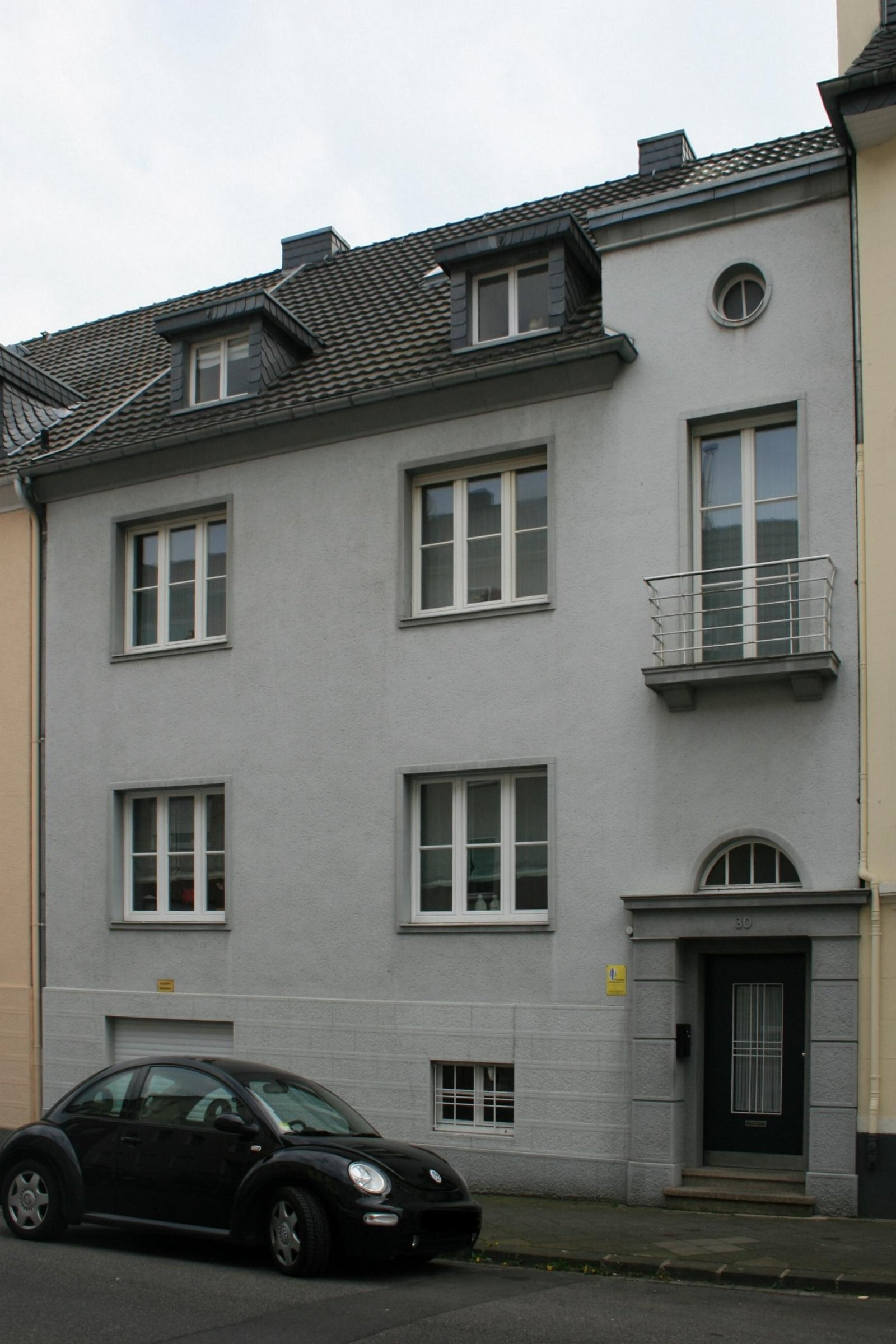
Wohnhaus (2010)

Das Wohnhaus Hagelkreuzstraße 30 steht in Mönchengladbach (Nordrhein-Westfalen) und wurde 1935 erbaut. Am 6. Dezember 1994 wurde das Gebäude unter der Nummer H 083 in die Denkmalliste der Stadt Mönchengladbach aufgenommen.

## Architektur
Es handelt sich um einen auf rechteckigem Grundriss als Doppelfassade in spiegelsymmetrischer Anordnung errichteten Putzbau von zwei Geschossen und drei ungleichwertig ausgeführten Achsen. Hochausgebildetes Souterrain mit linksseitigem Garageneinbau und rechts einem flankierenden Rechteckfenster. Bei asymmetrischer Fassadengliederung. Betonung der Eingangsachse durch Balkonaustritt und kubusförmig über die Dachtraufe hinaus hochgeführten Gebäudeabschnitt.
Die vier Fenster der beiden Geschosse sind gleichförmig querrechteckig ausgebildet; analog scheitrecht abschließend das Französische Fenster der rechten Achse. Weitere Belichtung der Eingangsachse durch Halbbogenfenster über dem Hauseingang und durch ein rundes Ochsenauge oberhalb der Balkontür. Die Fläche des Satteldaches durchbrechen zwei Gauben. Die auf ein Minimum reduzierte Stuckornamentik beschränkt sich auf ein zurückhaltendes Quaderimitat im Sockelgeschoss und eine architravierte Türrahmung in Rustikaimitation.